# Al-Bayyina

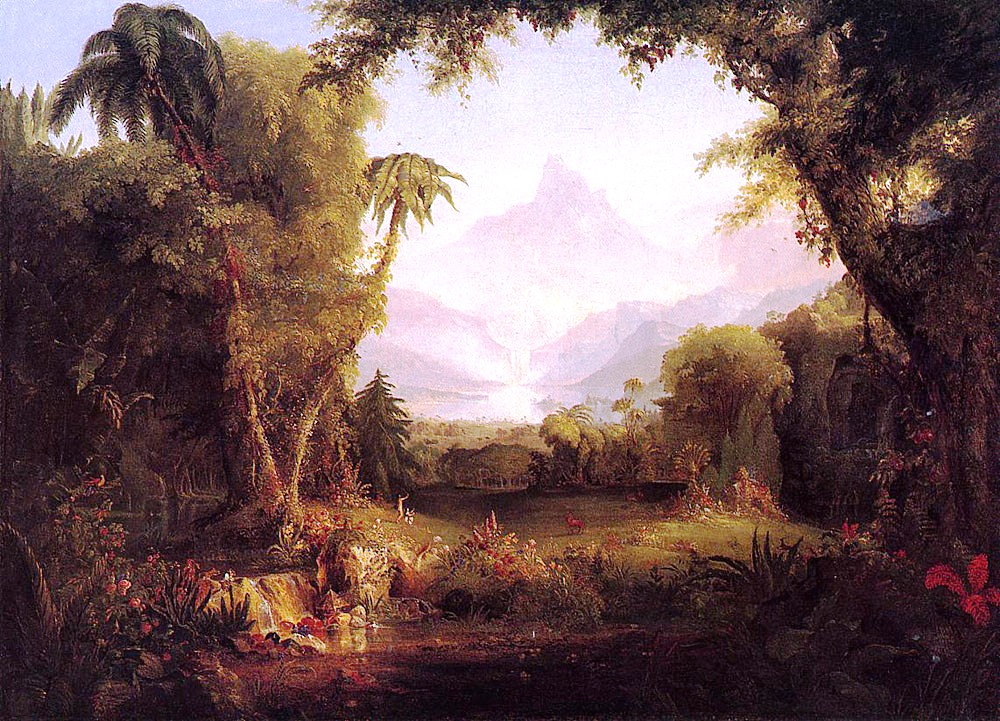
The Garden of Eden (ca. 1848), målning av Thomas Cole.

Al-Bayyina (arabiska: سورة البينة) ("Det klara vittnesbördet") är den nittioåttonde suran i Koranen med 8 verser (ayah).
Det är omdiskuterat under vilken period denna sura uppenbarades, men majoriteten tror att den uppenbarades under Muhammeds tid i Medina. Eftersom den förklarar varför Gud har sänt en budbärare argumenterar dock många att det måste vara en tidigare uppenbarelse från Mekka. När det gäller innehållet finns det inget annat som indikerar var eller när den ska ha uppenbarats.
Suran börjar med att fördöma polyteisterna i Arabien, såväl som "Bokens folk" eller "Skriftfolket", som börjat misstro. Hur som helst kan de kanske räddas av ett "klart tecken" från Gud, som talar till dem med heliga och fläckfria ord - Koranen, som profeten Muhammed ger till folket, med riktiga lagar och moral. De femte versen förklarar att allt Gud ber mänskligheten om är "att dyrka Gud med ren och uppriktig tro liksom de som i gångna tider sökte sanningen, och att förrätta bönen och att hjälpa de behövande. Detta är den sanna, i människans natur nedlagda religionens klara och evigt giltiga påbud."
De som klamrar sig fast vid dessa enkla sanningar erbjuds en plats i Paradisets lustgårdar, "vattnade av bäckar", som belöning. Gud är nöjd med dem för "de är de bästa av alla skapade varelser". Men på dem som förnekar sanningen, väntar helvetets eld, och "där skall de förbli till evig tid; [då] de är de uslaste av alla skapade varelser."